# Джоселін Белл Бернелл
Сьюзен Джоселін Белл Бернелл (15 липня 1943 , Лурганd, Арма ) — британська астрофізикиня. Першовідкривачка нового класу астрономічних об'єктів — пульсарів.
Членкиня Королівського товариства Единбурга (2004), його президентка в 2014-2018 роках (перша жінка на цій посаді); членкиня Лондонського королівського товариства (2003) і Американського філософського товариства (2016), іноземна членкиня Національної академії наук США (2005). Відзначена медаллю Гершеля (1989) та іншими відзнаками.

## Біографія

### Дитинство й освіта

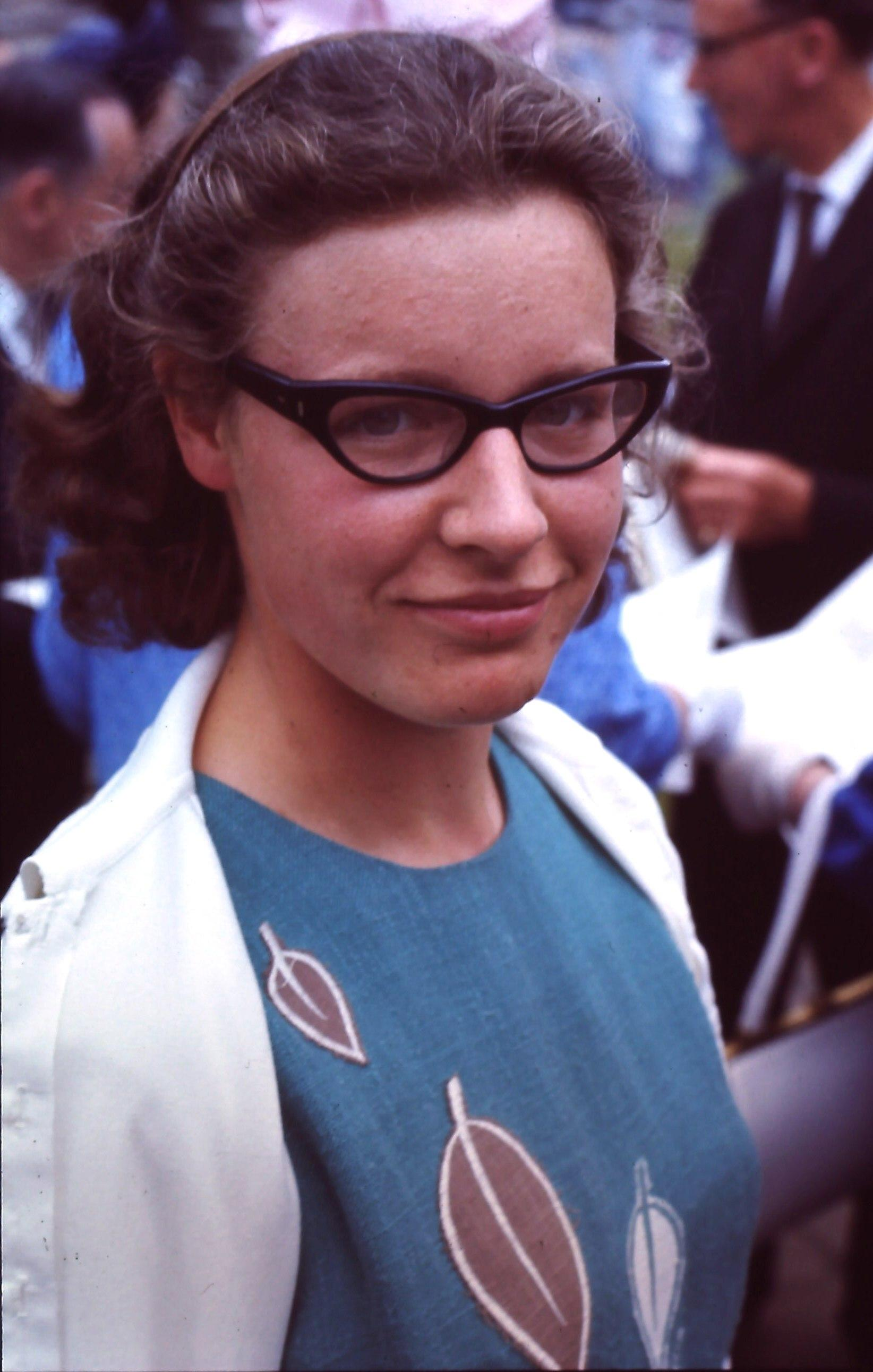
Джоселін Белл у червні 1967 року

Белл Бернелл народилася в Лургані у графстві Арма в Північнії Ірландії, в родині М. Еллісон і Г. Філіпа Белла. Їхній заміський дім називався «Усамітнення» (Solitude), і вона виросла там зі своїм молодшим братом і двома молодшими сестрами. Її батько був архітектором, який допомагав проєктувати планетарій Арма, і під час її візитів туди співробітники планетарію заохочували її до занять астрономією. Їй також подобалися книжки її батька з астрономії.
З 1948 по 1956 рік Джоселін відвідувала підготовче відділення Лурганського коледжу. У той час, коли хлопчикам було дозволено вивчати технічні предмети, дівчата мусили вивчати такі предмети, як кулінарія та вишивання хрестиком. Белл Бернелл змогла вивчати науку лише після того, як її батьки та інші кинули виклик політиці школи.
Вона провалила іспит 11+ для випускників початкових шкіл, і батьки відправили її до Маунт-скул, квакерської школи-інтернату для дівчат у Йорку в Англії, де вона закінчила середню освіту в 1961 році. Там на неї справив приємне враження її вчитель фізики Тіллот, який вчив, що не треба запам'ятовувати багато фактів, а достатньо розуміти кілька ключових концепцій і виводити з них решту. За спогадами, Белл, Тіллот показав їй, наскільки легкою була фізика.
Після закінчення школи Белл вступила до Університету Глазго, де в 1965 році отримала ступінь бакалавра натурфілософії (фізики) з відзнакою. Потім вона вступила до аспірантури Кембриджського університету, і в 1969 році здобула ступінь доктора філософії в коледжі Нью-Холл Кембриджського університету.

### Аспірантура й відкриття пульсарів

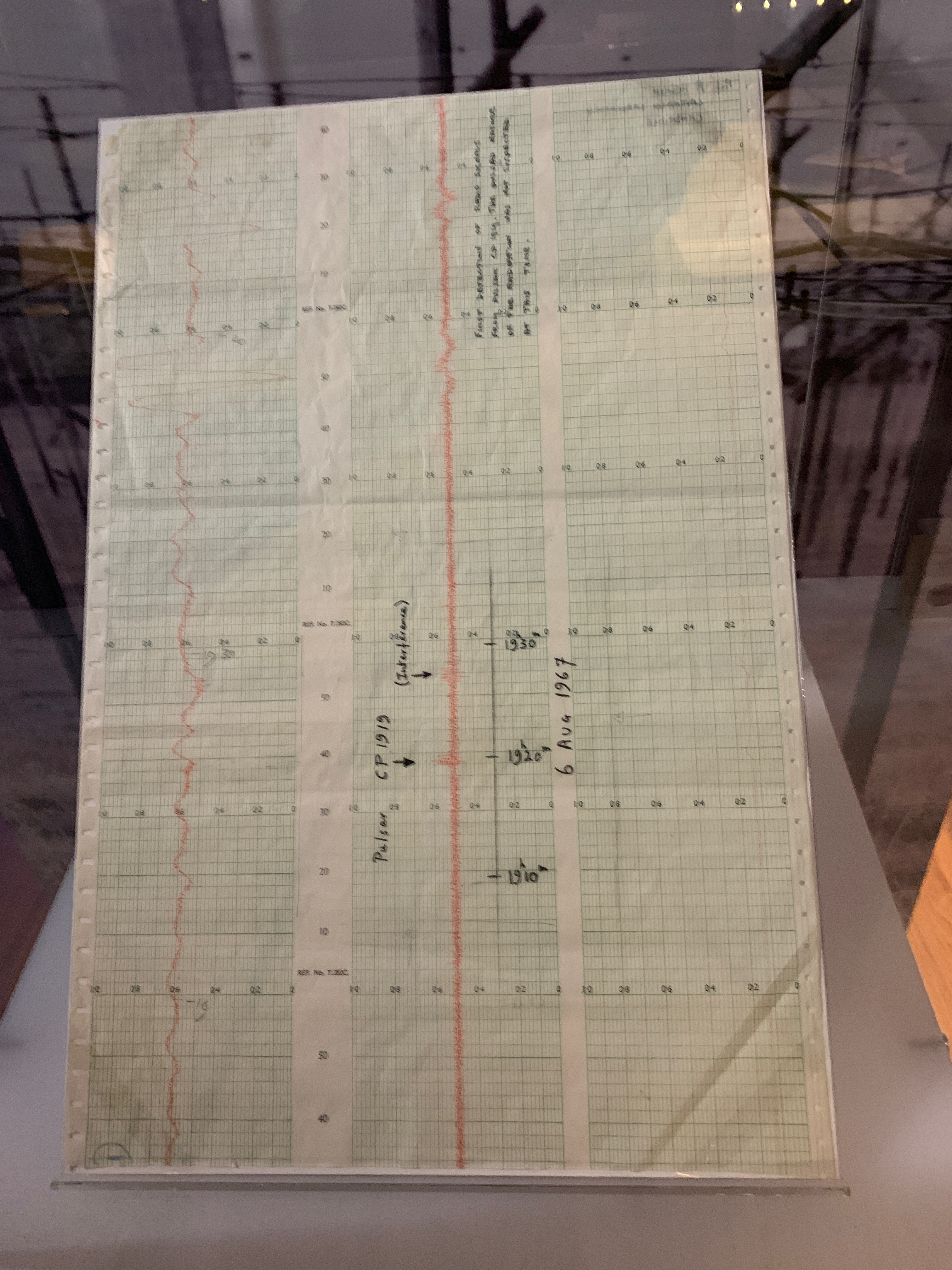
Роздрук, на якому Белл вперше виявила ознаки пульсара, виставлений в бібліотеці Кембриджського університету

Аспіранткою Белл відкрила пульсари — разом зі своїм науковим керівником Ентоні Г'юїшем. Той розробив радіотелескоп для спостереження компактних джерел радіовипромінювання, наприклад, квазарів, який побудували своїми руками кілька студентів, включаючи Белл. Під керівництвом Г'юїша вона, збираючи матеріал для дисертації, поодинці займалася експлуатацією радіотелескопу і переглядом записів його самописців, а їх за день накопичувалося понад 30 метрів, в пошуках сигналів від компактних джерел. Белл навчилася відрізняти шуми від потрібних сигналів. Через півтора-два місяці після початку пошуку вона звернула увагу на дивні речі в записах: деякі їх відрізки не були схожі ані на сигнал від компактного джерела, ані на шуми, й належали до однієї й тієї ж ділянки неба. Белл припустила, що це сигнали від точкового джерела — зорі, однак проміжок між імпульсами був замалий для змінних зірок — всього лише секунда з третиною. Г'юїш вважав, що ці сигнали пов'язані з людською діяльністю. Однак Белл продовжила їх вивчення і зуміла переконати Г'юїша провести більш детальне дослідження, в результаті якого гіпотеза про їх земне походження відпала. Були залучені й інші вчені. Також не відкидалася можливість, що це були сигнали радіомаяка від позаземної цивілізації, джерело сигналу навіть отримало позначення «LGM-1» (від англ. Little green men — «маленькі зелені чоловічки»). Однак незабаром Белл виявила ще три сигнали приблизно такої ж періодичності, що виходили з трьох зовсім інших ділянок неба, і стало ясно, що це сигнали від представників нового класу астрономічних об'єктів.
Вчені направили дві статті в журнал «Nature»: першу — про відкриття першого пульсара, за сучасними уявленнями це — нейтронна зірка, що швидко обертається, PSR B1919+21, і другу — про відкриття наступних трьох. У першій з цих статей, що вперше оголосила про відкриття пульсарів, було зазначено п'ять авторів; ім'я Г'юїша стояло першим, другим було ім'я Белл.

### Подальша кар'єра

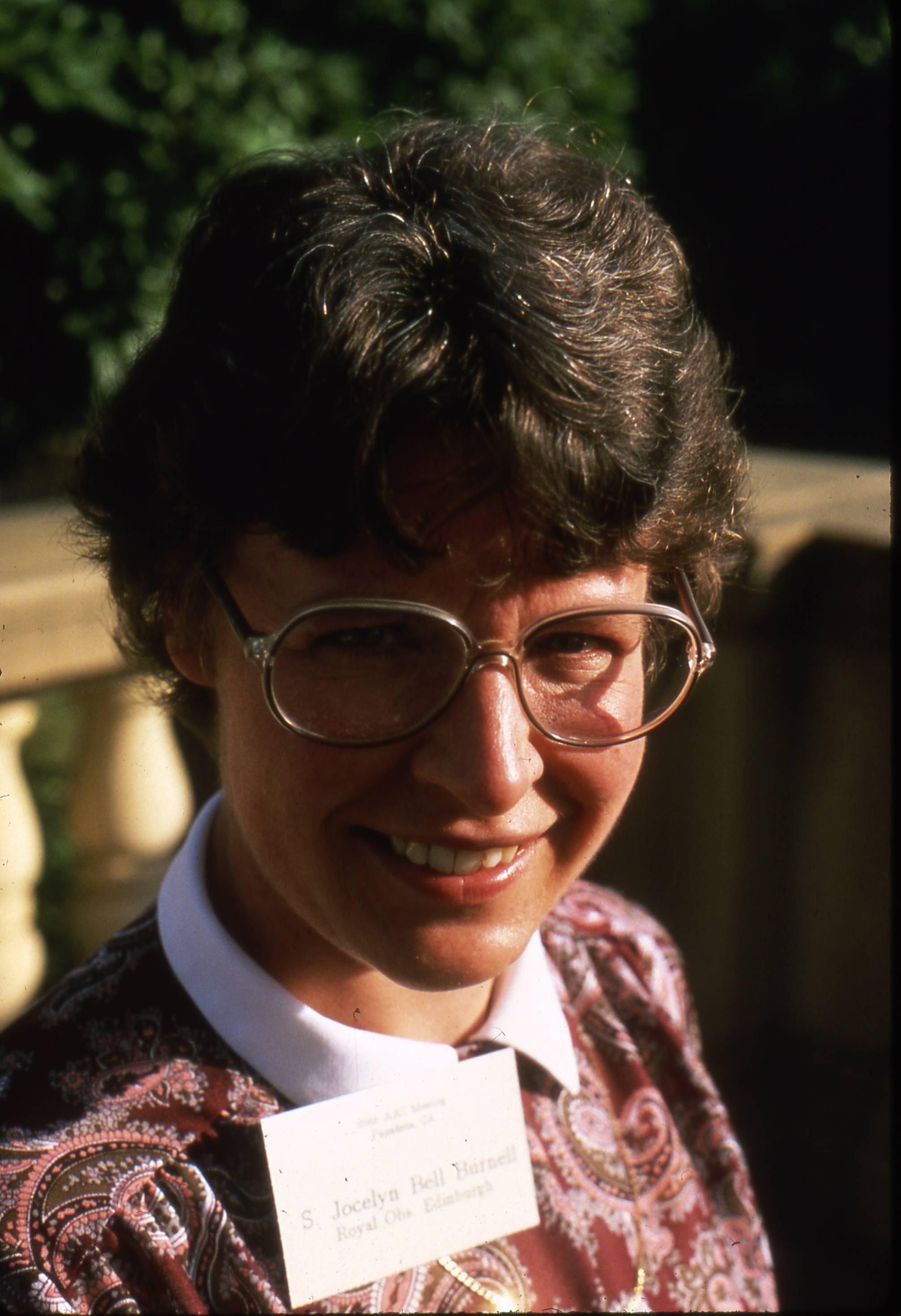
Белл Бернелл на зустрічі Американського астрономічного товариства у Пасадені, Каліфорнія, 5 січня 1987 року.

Після завершення аспірантури Джоселін Белл Бернелл працювала в Саутгемптонському університеті (1968-1973), Університетському коледжі Лондона (1974-1982) та Королівській обсерваторії в Единбурзі (1982–1991). З 1973 по 1987 рік вона була викладачкою, консультанткою, екзаменаторкою, лекторкою Відкритого університету. У 1986 році вона стала керівницею проєкту телескопа Джеймса Клерка Максвелла на Мауна-Кеа, Гаваї, і займала цю посаду до 1991 року. З 1991 по 2001 рік вона була професоркою фізики у Відкритому університеті. Вона також була запрошеним професором Принстонського університету в США і деканкою наукового факультету Університету Бата (2001–2004) і президенткою Королівського астрономічного товариства (2002-2004).
Белл Бернелл була запрошеною професоркою астрофізики в Оксфордському університеті та членкинею Менсфілд-коледжу у 2007 році. Вона була президенткою Інституту фізики з 2008 по 2010 рік. У 2013 році Белл Бернелл була обрана проканцлеркою Трініті-коледжу в Дубліні. У лютому 2018 року її було призначено канцлеркою Університету Данді.
У 2018 році вона отримала Спеціальну премію за важливе відкриття у фундаментальній фізиці величиною 3 млн доларів за відкриття пульсарів. Спеціальна премія, на відміну від звичайної щорічної премії, не обмежується нещодавніми відкриттями. Вона пожертвувала всі гроші «на фінансування жінок, недостатньо представлених етнічних меншин і студентів-біженців, щоб вони стали дослідниками фізики», передавши кошти під управління Інституту фізики.

## Суперечності щодо Нобелівської премії
Те, що Сьюзен Белл не отримала Нобелівську премію з фізики 1974 року, досі викликає суперечки. Белл 2 роки допомагала будувати Міжпланетну сцинтиляційну решітку. Вона першою помітила аномалію, іноді переглядаючи до 29 метрів роздруків за ніч. Пізніше Белл розповідала, що вона мусила наполягати на існуванні поміченої аномалії попри скептицизм Г'юїша, який спочатку вважав, що аномалія виникала через завади земного походження. Вона розповідала про зустрічі, проведені Г'юїшем і Райлом, на які її не запрошували. 
Стаття про відкриття пульсарів була написана п'ятьма авторами. Науковий керівник Белл Ентоні Г'юїш був першим автором, Белл — другим. Пізніше Г'юїша нагородили Нобелівською премією разом з іншим радіоастрономом Мартіном Райлом. Шведська королівська академія наук у своєму прес-релізі про присудження премії згадує Райла та Г'юїша за їх піонерську роботу в радіоастрофізиці, особливо наголошуючи на роботі Райла в розвитку техніки апертурного синтезу та вирішальній ролі Г'юїша у відкритті пульсарів.
Відомий астрофізик Фред Гойл критикував Нобівський комітет за те, що той не відмітив премією Джоселін Белл. Астрофізик Феріал Езел з Університету Аризони, так охарактеризував внесок Белл Бернелл: "Вона допомогла створити масив, який вона використовувала для спостережень. Саме вона помітила це. Саме вона наполягала, що це справжній сигнал. Коли аспірант бере на себе таку роль у своєму проєкті, важко це применшити".
Саме Белл Бернелл висловила думку, що «той факт, що я була аспіранткою і жінкою разом, принизив моє становище з точки зору отримання Нобелівської премії». Іншого разу Белл Бернелл зазначила: "Я вважаю, що приниженням Нобелівської премії було б присуджувати її студентам-дослідникам, за винятком дуже унікальних випадків, і я не вірю, що це один із них".

## Особисте життя
У 1968 році, між відкриттям другого і третього пульсарів, Белл заручилася з Мартіном Бернеллом, і незабаром вони одружилися. Пара розійшлась у 1989 році та офіційно розлучилася в 1993 році. За спогадами Белл Бернелл, коли вона вперше прийшла в обсерваторію з обручкою й хотіла поділитися гарною новиною зі своїми колегами, ті стали її критикувати. В той час вважали, що жінкам соромно працювати, і жінка працює лише тоді, коли її партнер не в змозі забезпечити сім’ю.
Її чоловік був службовцем місцевої влади, і мусив подорожувати в різні куточки Великої Британії. Вона багато років працювала неповний робочий день, виховуючи їхнього сина, Гевіна Бернелла, який став фізиком, членом групи фізики конденсованих середовищ в Університеті Лідса.

## Квакерська діяльність і переконання
Зі шкільних років вона була активною квакеркою і працювала клерком на сесіях Британських щорічних зборів у 1995, 1996 та 1997 роках. З 2008 по 2012 рік Белл Бернелл також була секретаркою Центрального виконавчого комітету Всесвітнього консультаційного комітету Друзів. Вона виголосила лекцію Свортмора на Британській щорічній зустрічі квакерів в Абердіні 1989 року й виступила на пленарному засіданні Генеральної конференції Друзів у США в 2000 році. У 2013 році вона прочитала лекцію Джеймса Бекгауса, яка була опублікована в книзі під назвою "Роздуми астронома-квакера: Чи може наука також бути релігійною?" (A Quaker Astronomer Reflects: Can a Scientist also Be Religious?). В цій книзі Бернелл розмірковує про те, як космологічні знання можуть бути пов’язані з тим, що стверджує Біблія, квакерство та християнська віра загалом.

## Нагороди та відзнаки
Наукові нагороди:
- Медаль Альберта Майкельсона від Інституту Франкліна (1973, спільно з Г'юїшем)[44]
- Премія пам'яті Роберта Оппенгеймера від Центру теоретичних досліджень Університету Маямі[en] (1978)[45]
- Премія Беатріс Тінслі від Американського астрономічного товариства (1986)[46]
- Медаль Гершеля від Королівського астрономічного товариства (1989)[47]
- Лекція Карла Янського від Національної радіоастрономічної обсерваторії (1995)[48]
- Магелланова премія від Американського філософського товариства (2000)[49]
- Обрана до Лондонського королівського товариства (2003)[50]
- Обрана до Единбурзького королівського товариства (2004)[15]
- Почесна лекція Вільяма Гордона й Елви Гордон в обсерваторії Аресібо (2006)[51]
- Медаль Гроута Ребера на Генеральній асамблеї Міжнародного союзу радіонаук[en] (2011)[52]
- Лекція Лізи Майтнер у Віденському технічному університеті (2013)[53]
- Королівська медаль від Лондонського королівського товариства (2015)[54]
- Президентська медаль від Інституту фізики (2017)[55]
- Велика медаль від Французької академії наук (2018)[56]
- Премія за важливе відкриття у фундаментальній фізиці (2018)[57]
- Почесна лекція Каценштайна в Університеті Коннектикуту (2019)[58]
- Золота медаль від Лондонського королівського астрономічного товариства (2021)[59]
- Медаль Коплі від Лондонського королівського товариства (2021)[60]
- Медаль Карла Шварцшильда від Німецького астрономічного товариства (2021)[61]
- Премія Жуля Жансена від Французького астрономічного товариства (2022)[62]
- Медаль Маттеуччі від Національної академії наук Італії (2022)[63]
- Медаль Каннінгема від Ірландської королівської академії (2023)[64]

Почесні посади:
- У лютому 2014 року обрана президентом Единбурзького королівського товариства, ставши першою жінкою на цій посаді. Вона обіймала цю посаду з квітня 2014 року по квітень 2018 року, коли її змінила Енн Гловер[65]
- У 2016 році її обрали Міжнародним членом Американського філософського товариства[66]
- У 2020 році обрана членом спадщини (Legacy Fellow) Американського астрономічного товариства[67]
- У 2020 році стала почесним членом Трініті-коледжу Дубліна[68]

Включення до рейтингів:
- У лютому 2013 року визнана однією зі 100 найвпливовіших жінок Великої Британії за версією Woman's Hour на BBC Radio 4[69]
- Визнана однією зі 100 жінок BBC 2014 року[70]
- У 2020 році BBC включила її до списку семи важливих, але маловідомих британських вчених[71]

Об'єкти, названі на її честь:
- У 2016 році Інститут фізики перейменував свою нагороду для жінок-фізиків на початку кар’єри на медаль і премію Джоселін Белл Бернелл[72]
- Вид голозябрових Cadlina bellburnellae названий на її честь[73]

Інші відзнаки:
- У 1999 році призначена командором ордена Британської імперії за заслуги в астрономії, а в 2007 році підвищена до дами-командора ордена Британської імперії[74]
- Її портрет, написаний на замовлення Королівського товариства, розміщений в штаб-квартирі товариства у листопаді 2020 року[75]
- У 2022 році Банк Ольстеру випустив банкноту номіналом 50 фунтів стерлінгів, на якій зображена Белл Бернелл разом та інші науковиці[76].

## Публікації
- Burnell, S. Jocelyn (1989). Broken for Life. Swarthmore Lecture. London: Quaker Home Service. ISBN 978-0-85245-222-6.
- Riordan, Maurice; Burnell, S. Jocelyn (27 жовтня 2008). Dark Matter: Poems of Space. Calouste Gulbenkian Foundation. ISBN 978-1-903080-10-8.